# Poloklassen
B-segmentet (även kallad Poloklassen – och på engelska Supermini) är en biltyp som konstruktions- och storleksmässigt liknar och konkurrerar med bl.a. Volkswagen Polo. Begreppet myntades i takt med att Volkswagen Golf växte (3,7 m 1974 mot 4,2 m 2010) och blev större och denna klass utgår precis som Golfklassen sålunda från en framhjulsdriven halvkombibil med frontmonterad motor och plats för upp till fem åkande och en totallängd på under 4 meter.

## Exempel
- Alfa Romeo MiTo
- Audi A1
- Audi A2
- BYD F0
- Chery QQ
- Chevrolet Aveo
- Citroën C3
- Citroën DS3
- Fiat Palio
- Fiat Punto
- Fiat 500
- Ford Fiesta
- Mazda2
- Mini
- Mitsubishi Colt
- Opel Corsa
- Peugeot 206
- Peugeot 207
- Renault Clio
- SEAT Ibiza
- Škoda Fabia
- Suzuki Splash
- Toyota iQ
- Toyota Yaris
- Toyota Aygo
- Volkswagen Polo